# Fritz Schön (Kunstsammler)

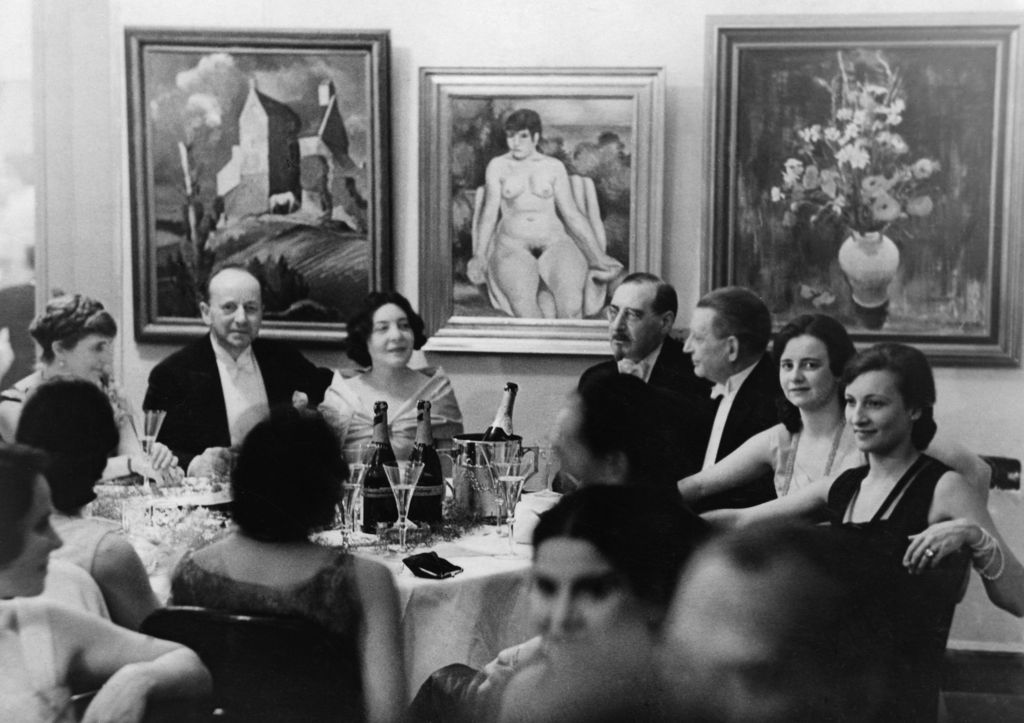
Um 1929: Fritz Schön (dritter von rechts) auf einem Bankett der Berliner Secession;
mit Julius Meier-Graefe, Gertrud Simon, Eugen Spiro, Annemarie Meier-Graefe und Elisabeth Spiro; Fotografie von Erich Salomon

Fritz Schön oder Fritz Schön-Lamprecht (geboren 1881 in Werdau; gestorben nach 1939) war ein deutsch-schweizerischer Unternehmer und Kunstsammler.

## Leben
Fritz Schön war ein aus Sachsen stammender Unternehmer mit internationalen Verbindungen. In Berlin verkehrte er Anfang des 20. Jahrhunderts mit Anhängern der jungen Kunst und tat sich als früher Sammler von Werken Wassily Kandinskys und Lyonel Feiningers hervor.

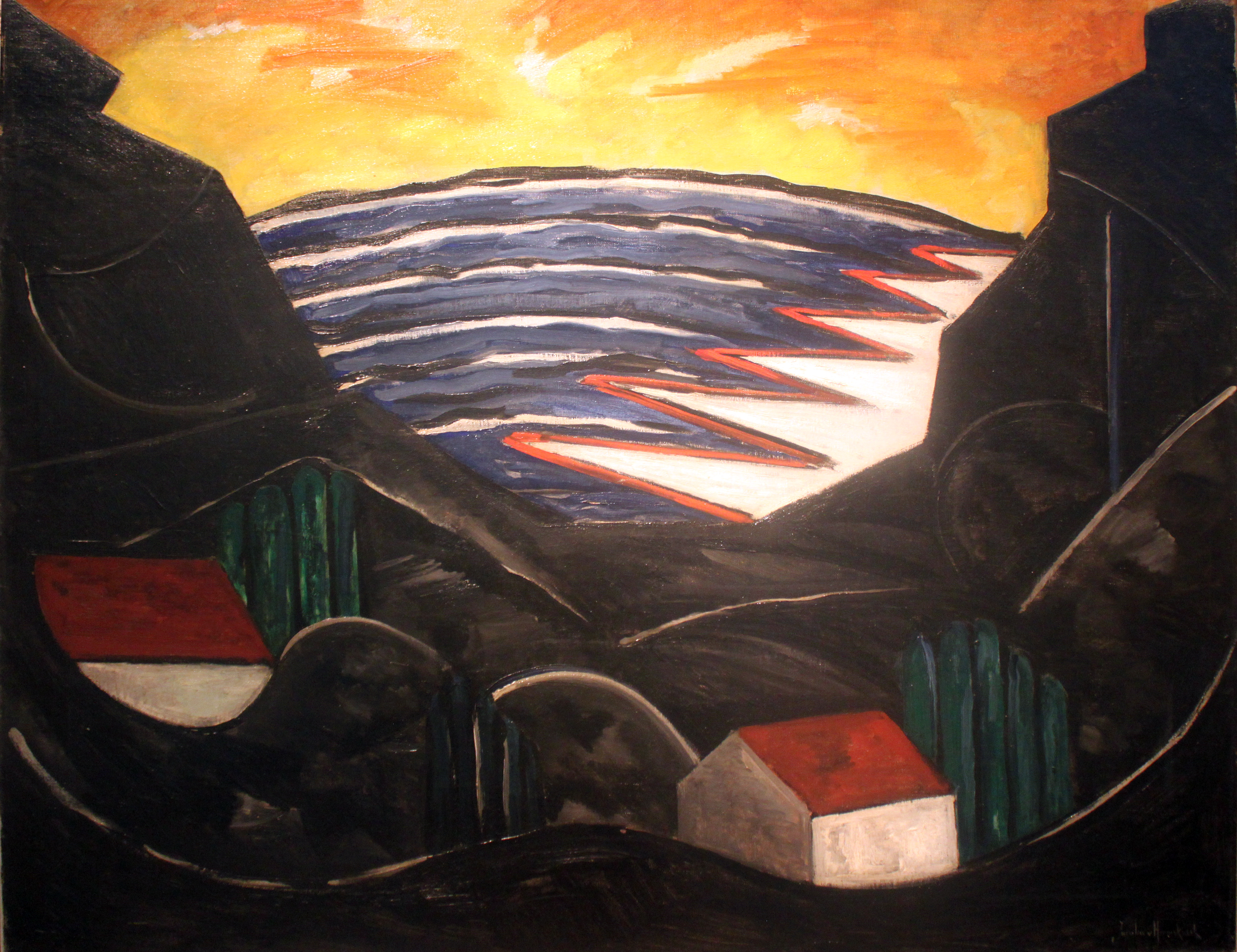
Jacoba van Heemskerck: Ölgemälde Landschaft, Bild 1, 1914;
Besitz der Berlinischen Galerie

Nach dem Ersten Weltkrieg entschied er sich zum Kauf des um 1914 von der Malerin Jacoba van Heemskerck geschaffenen Ölgemäldes Landschaft, Bild I, das von dem Galeristen der Berliner Galerie „Der Sturm“ in der Potsdamer Straße 134, Herwarth Walden, auf eine Ausstellungs-Tournee geschickt worden war.
1929 deponierte Fritz Schön 929 Werke aus seiner Sammlung in der am Schöneberger Ufer gelegenen Galerie des Kunsthändlers Ferdinand Möller, zudem weitere in der Berliner Nationalgalerie. Zu einem aktzeptablen Preis hätte er Stücke seiner Sammlung auch verkauft, doch konnte Möller die von ihm gewünschten Preise nicht erreichen. Daher verblieben die meisten dieser Werke jahrelang eingelagert in Berlin, darunter auch van Heemskercks Landschaft, Bild I.
Fritz Schön, der zeitweilig in Berlin-Grunewald gelebt hatte, übersiedelte 1931 – nachdem er die Schweizer Staatsbürgerschaft angenommen hatte, nach Ascona unweit des Monte Verità. Ascona galt in der Kunstszene der Weimarer Republik als spiritueller, „magischer Ort“, an dem ein besitzloses Leben geführt werden konnte.

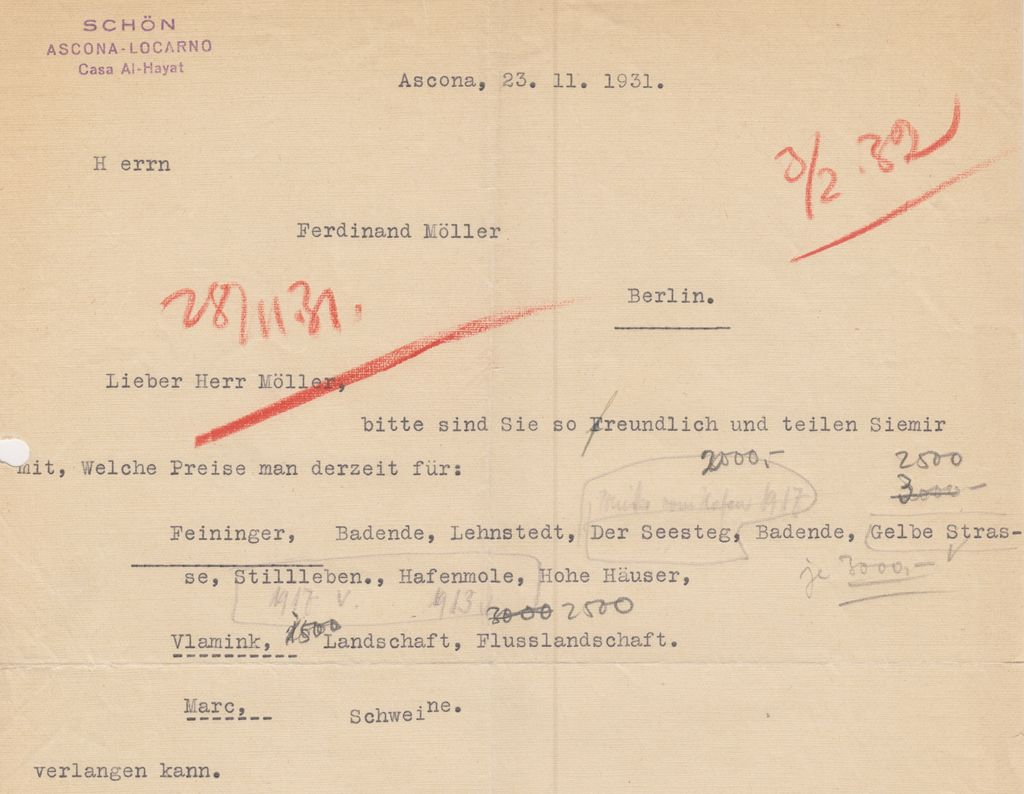
Anfrage Schöns Ende 1931 aus Ascona an Ferdinand Möller in Berlin zu erzielbaren Preisen für Werke von Lyonel Feininger, Maurice de Vlaminck und Franz Marc

Von Schön hat sich eine auf den 23. November 1931 aus Ascona an Ferdinand Möller in Berlin gesandte Anfrage erhalten, in der Schön um die seinerzeit erzielbaren Preise anfragte für Museums-geeignete Bilder von
1. Lyonel Feininger: Badende, Lehnstedt, Der Seesteeg, Gelbe Straße, Stillleben, Hafenmole und Hohe Häuser
2. Maurice de Vlaminck: Landschaft, Flusslandschaft
3. Franz Marc: Schweine[1]

Nach der Machtergreifung durch die Nationalsozialisten waren Mitte der 1930er Jahre noch zahlreiche Bilder aus Schöns Besitz unverkauft. Am 10. Juni 1936 schrieb Schön an Möller, bei den damals nur gering erzielbaren Preisen sollten die Gemälde nicht verkauft, sondern nur ab und zu bei Möller gezeigt oder bei Freunden aufgehängt werden, damit andere wenigstens „gelegentlich einen Blick auf sie erhaschen“ könnten. Im Folgejahr, nur kurz vor der am 19. Juli 1937 in München von den Nationalsozialisten eröffneten Ausstellung „Entartete Kunst“, sandte Ferdinand Möller die ihm anvertrauten Werke an die Familie Schön zurück.
Mutmaßlich zu Beginn des Zweiten Weltkrieges verließ Fritz Schön die Schweiz und emigrierte zunächst in die Vereinigten Staaten von Amerika, anschließend nach Kanada.
Unterdessen hatte sein Sohn Robert C. Schön wohl schon 1938 einen ersten Kontakt zu dem von Düsseldorf zunächst nach London exilierten jüdischen Kunsthändler Max Stern in London aufgenommen. Sowohl Fritz Schön als auch Max Stern hatten den Londoner New Burlington Galleries Werke aus ihrem Besitz für die Ausstellung „Deutscher Kunst des zwanzigsten Jahrhunderts“ geliehen, als „mutiges Zeugnis der Qualität der deutschen Moderne und eine offene Herausforderung an die Kunstpolitik der Nazis.“
Nachdem Max Stern ebenfalls nach Kanada ausgewandert war und in Montreal die Leitung der Dominion Gallery übernommen hatte, überließ Fritz Schöns Sohn Robert der Galerie im Oktober 1942 die nach Amerika gerettete Sammlung seines Vaters zum Verkauf.

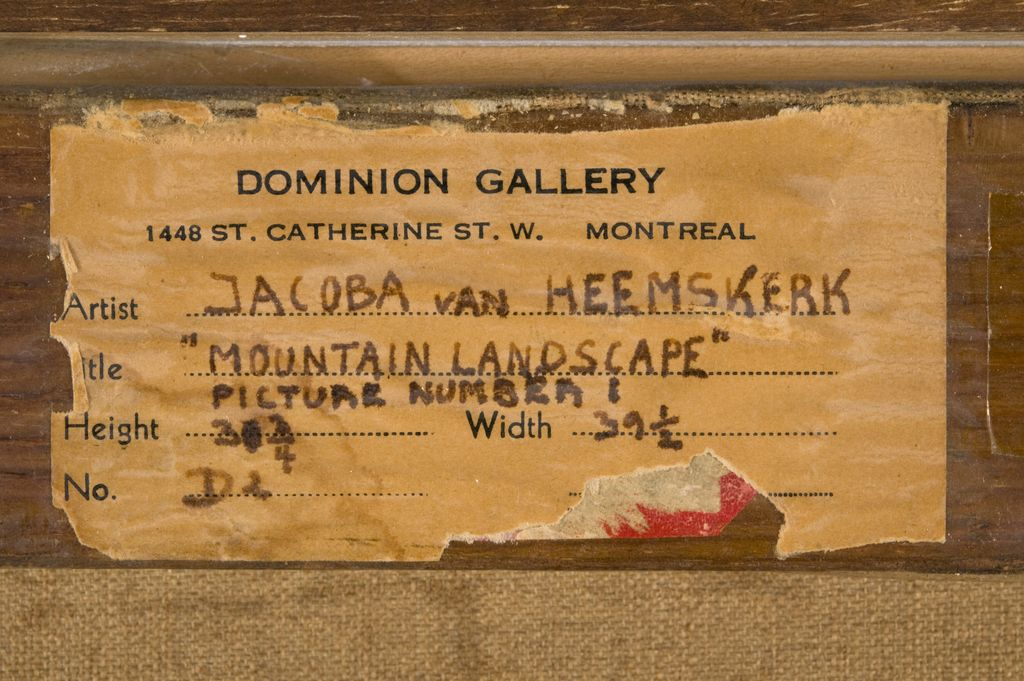
Der Aufkleber der Dominion Gallery am Keilrahmen von Jacoba van Heemskercks Ölgemälde Landschaft, Bild 1 inspirierte die Provenienz-Forschung der Berlinischen Galerie zur Familie von Fritz Schön

In der Nachkriegszeit verkaufte Stern aus Schöns Sammlung 1948 schließlich die Landschaft, Bild 1 von Jacoba van Heemskerck als Mountain Landscape an den kanadischen Unternehmer William Hanbury Budden. Nachdem das Gemälde erneut 1974 in den Besitz der Dominion Gallery gelangt war, verkaufte es Max Stern 1978 erneut, 65 Jahre nach seiner Entstehung, diesmal in das Ursprungsland Niederlande. Dort entdeckte es die Hamburger Galerie Brockstedt, die es als ein Werk „vergessener Künstler“ 1982 an die damals noch junge Berlinische Galerie vermittelte.
Nachdem 1984 der Nachlass der Galerie Ferdinand Möller als Schenkung aus Familienbesitz an die Berlinische Galerie gelangt war, begannen deren Mitarbeiter mithilfe des Künstlerarchivs 2006 mit der Provenienzforschung. Insbesondere die Spurensuche zur Landschaft von Jacoba van Heemskerck zurück bis zur Familie von Fritz Schön veranlassten die Berlinische Galerie zu dem andauernden „Forschungsvorhaben zum Kunsthandel der Moderne in Berlin.“

## Archivalien
Archivalien von und über Fritz Schön und dessen Familie finden sich beispielsweise als Akten im Schweizerischen Bundesarchiv.